# Tip (álbum)
Tip es el segundo álbum de la banda Finger Eleven. La banda se bajó de su sello discográfico en 1997, seis semanas después del álbum fue lanzado en Canadá. Ellos fueron recogidos por Wind-up y el álbum fue relanzado el 15 de septiembre de 1998, a los EE. UU. y Canadá. 
Después del lanzamiento del álbum, el baterista Rob Gommerman dejó la banda. Rich Beddoe tomó su lugar a principios de 1998.

## Lista de canciones
1. "Quicksand" – 4:06
2. "Tip" – 3:40
3. "Shuder" – 3:25
4. "Awake and Dreaming" – 3:35
5. "Above" – 3:42
6. "Condenser" – 3:08
7. "Thin Spirits" – 3:26
8. "Glimpse" – 3:30
9. "Costume for a Gutterball" – 4:38
10. "Temporary Arms" – 4:08
11. "Swallowtail" – 4:23

## Personal
- De Scott Anderson - voz
- Sean Anderson - guitarra baja
- Rick Jackett - guitarra
- Rob Gommerman - tambores (Mercury Comunicado)
- Rich Beddoe - tambores (Wind-up reestreno)
- James Negro - guitarra
- Arnold Lanni - Productor
- Angelo Caruso - Ingeniero Asistente
- Howie Weinberg - Masterizado